# 23年
| 千纪： | 1千纪                                                                                |
| 世纪： | 前1世纪 \| 1世纪 \| 2世纪                                                            |
| 年代： | 前0年代 \| 0年代 \| 10年代 \| 20年代 \| 30年代 \| 40年代 \| 50年代                   |
| 年份： | 18年 \| 19年 \| 20年 \| 21年 \| 22年 \| 23年 \| 24年 \| 25年 \| 26年 \| 27年 \| 28年 |
| 纪年： | 新始建国地皇上戊四年；汉更始元年；隗囂復漢元年                                       |

## 大事记
- 正月，綠林軍諸部合兵擊破新莽將領甄阜、梁丘賜，遂號劉玄為「更始將軍」。
- 二月辛巳（3月11日），後劉玄其為劉姓宗室，遂在淯水邊被擁立為帝，大赦天下，建元更始。
- 四月，劉縯奪取宛城。
- 六月劉玄入都宛城，大封宗室諸將。他嫉劉縯、劉秀兄弟威名，便誅殺劉縯。
- 昆陽之戰：劉玄軍，在昆陽大破新朝王莽40餘萬主力部隊。
- 劉歆與衛將軍王涉、大司馬董忠合謀劫持王莽，投降更始帝，機密洩漏事敗。
- 10月4日：西漢綠林軍攻入長安。
- 綠林軍在昆陽之戰獲勝後，更始帝遣王匡攻洛陽，申屠建、李松攻武關，三輔震動，各地豪強紛紛誅殺新莽的州牧郡守，用漢年號，服從更始政令。
- 十月，更始帝定都洛陽。

## 各国领袖

### 非洲
- 库施
  - 国王：Shorkaror（20年－30年）
- 毛里塔尼亚
  - 国王：
    1. Juba II（前25年－23年）
    2. Ptolemy（23年－40年）

### 亚洲
- 中国
  -     1. 新朝：王莽（8年－23年）
    2. 汉朝：汉更始帝（23年－25年）

  - 反新势力：秦丰、隗嚣、李宪
- 匈奴
  - 单于：呼都而尸道皋若鞮单于（18年－46年）
- 朝鲜
  - 百济：
    - 国王：温祚王（前18年－28年）

  - 高句丽：
    - 国王：大武神王（18年－44年）

  - 新罗：
    - 国王：南解次次雄（4年－24年）
- 贵霜帝国
  - 翕侯：赫拉欧斯（1年－30年）

### 欧洲
- 阿特雷巴特
  - 国王：Verica（15年－40年）
- 卡图维勒尼
  - 国王：Cunobelinus（9年－40年）
- 高加索伊比里亚
  - 国王：Aderk（前2年－30年）
- 罗马帝国
  - 皇帝：提比略（14年－37年）

### 中东
- 奈巴提亚
  - 国王：Aretas IV Philopatris（前9年－40年）
- 奥斯若恩
  - 国王：Abgar V（13年－50年）
- 安息
  - 国王：阿尔达班三世（10年－38年）
- 本都 - 皮托多里斯，本都女王（西元前8年－西元23年）亡於羅馬帝國

## 出生
- 老普林尼：古羅馬作家、科學家

## 逝世
- 劉歆，西漢末年及新朝官員及重要學者，號稱國師。
- 王涉，新朝宗室，王莽七叔曲阳侯王根之子。
- 董忠，中国新朝時代武将，王莽的屬下。
- 10月6日（新王莽地皇四年歲次癸未十月三日，更始朝劉玄更始元年歲次癸未九月三日）——新朝的建立者王莽被殺（前45年出生，68岁）
- 劉縯， 漢朝宗室，漢景帝後裔，遠祖長沙王劉發，父刘钦為縣令，母樊娴都。弟為漢光武帝劉秀，追封齊武王。
- 9月14日，德鲁苏，提比留之子。